# Флаг Азании
Флаг Азании был учреждён администрацией Азании 3 апреля 2011 года. Аналогичен существовавшему с 1991 по 1993 год флагу России, с более светлой стороной. Он отличался только соотношением сторон — 2:3 вместо 1:2.

## История
Точные и достоверные сведения, утверждающие, какой предыдущий флаг был у Азании, отсутствуют. Однако известно, что 13 марта 2011 года, ещё до официального провозглашения независимости образования, был учреждён флаг Азании, полностью идентичный нынешнему флагу России, в центре которого изображён слон (он просуществовал до 25 марта, тогда эмблему слона убрали). Также есть предполагаемая информация, что предыдущий флаг Азании состоял из горизонтальных голубой, красной и зелёной полос и был похож на флаг Азербайджана: это сочетание цветов Юго-Западного Сомали, хотя достоверных сведений в первичных источниках о вариантах этого первоначального флага, намекающего на намерение возглавить не три, а шесть провинций, включая Юго-Западное Сомали, нет.

## Цвета
Флаг Азании состоит из трёх цветов: белый, голубой и красный.